# أنتوني راندولف
أنتوني راندولف (بالإنجليزية: Anthony Randolph)‏ مواليد 15 يوليو 1989 في فورتسبورغ، ألمانيا الغربية، هو لاعب كرة سلة أمريكي سابق بدأ مسيرته الاحترافية في سنة 2008 وكان الرقم 3. يبلغ طوله 7 قدم 0 بوصة (2.1 م). مثّل منتخب بلاده.

## روابط خارجية
- أنتوني راندولف على موقع الدوري الأوروبي لكرة السلة (الإنجليزية)
- أنتوني راندولف على موقع إن بي أي (الإنجليزية)
- أنتوني راندولف على موقع سبورتس رفرنس (الإنجليزية)
- أنتوني راندولف على موقع الدوري الإسباني لكرة السلة (الإسبانية)
- أنتوني راندولف على موقع كرة السلة الأوروبية.كوم (الإنجليزية)
- أنتوني راندولف على موقع DraftExpress.com (الإنجليزية)
- أنتوني راندولف على موقع إي إس بي إن.كوم (الإنجليزية)
- أنتوني راندولف على موقع كلية كرة السلة في سبورتس رفرنس.كوم (الإنجليزية)
- أنتوني راندولف على موقع ريلجم (الإنجليزية)
- أنتوني راندولف على موقع بروبوليرز (الإنجليزية)